# علم الزجاجيات
علم الجسم الزجاجي أو علم الزجاجيات هو مرجع تاريخي لمجال فرعي متخصص في طب وجراحة العيون وعلوم الرؤية التي تتعامل حصريًا مع صحة وأمراض الجسم الزجاجي داخل العين.   أصبحت الإشارة إلى مصطلح علم الجسم الزجاجي أقل شيوعًا منذ السبعينيات.